# Dicrotendipes nocticola
Dicrotendipes nocticola är en tvåvingeart som först beskrevs av Jean-Jacques Kieffer 1911.  Dicrotendipes nocticola ingår i släktet Dicrotendipes och familjen fjädermyggor.
Artens utbredningsområde är Egypten. Inga underarter finns listade i Catalogue of Life.